# Locos del aire (película de 1952)
Locos del aire es una comedia protagonizada por Dean Martin y Jerry Lewis.
La banda sonora original de la película compuesta por Jerry Livingston incluye varias canciones compuestas expresamente que fueron interpretadas por cantantes para este film que no aparecen en los créditos. El letrista de estas canciones fue Mack David:
- I Can't Resist A Boy In A Uniform (cantada por Imogene Lynn, aunque en el filme parece que la esté cantando la actriz Mona Freeman, su voz fue sustituida).
- I Know A Dream When I See One (cantada por Dean Martin).
- Keep A Little Dream Handy (cantada por Jerry Lewis y Dean Martin).
- The Big Blue Sky (Is the Place for Me) (cantada por Dean Martin).
- The Parachute Jump (cantada por Dean Martin).

## Argumento
Venturas y desventuras de un par de paracaidistas un tanto peculiares.

## Otros créditos
- Color: Blanco y negro
- Sonido: Western Electric Recording
- Sonido: Gene Garvin y Don McKay.
- Director musical: Joseph J. Lilley
- Dirección artística: Henry Bumstead y Hal Pereira.
- Montaje: Stanley E. Johnson
- Decorados: Sam Comer y Emile Kuri.
- Diseño de vestuario: Edith Head
- Maquillaje: Wally Westmore
- Coreografía: Robert Sidney